# Шишко, Леонтий Павлович
Леонтий Павлович Шишко (7 января 1923, Петроград — 1983, Ленинград) — советский поэт, автор слов песни «Клён» («Там, где клён шумит…»).

## Биография
Участник Великой Отечественной войны. Служил в полковой разведке в составе 952-го стрелкового полка 268-й дивизии (Ленинградский фронт). В апреле 1942 г. ранен, после лечения в госпитале в июне того же года эвакуирован в Молотов (Пермь).
Окончил Молотовское (Пермское) театральное училище (1946).
С 1946 по 1953 год актёр в Ленинградском гастрольном театре драмы и комедии, в Ленинградском передвижном драматическом театре (будущий Государственный драматический театр «На Литейном»), в детском театре при Областной филармонии.
В 1952 г. написал текст к «Вечерней песне» М. Феркельмана — это была его первая работа в качестве поэта-песенника. Сотрудничал с композиторами А. Броневицким, Ю. Акуловым, М. Феркельманом, И. Лазовским, А. Никифоровым, А. Кальварским и др. Песни на его стихи исполняли ВИА «Дружба», «Синяя птица», «Калинка», Л. Зыкина, Е. Шаврина, Э. Пьеха и др.
Выпустил сборник «Рябиновая осень» (1976), в котором было опубликовано стихотворение «Клён». Композитор Юрий Акулов написал к нему музыку, и впоследствии эта песня стала визитной карточкой ВИА «Синяя птица» (солист Сергей Дроздов; записана на миньон в 1977).